# 펑정기아
펑정기아(학명: Fengzhengia)는 절지동물의 멸종한 한 속이며, 단일종인 펑정기아 마밍가이(학명: Fengzhengia mamingae)를 포함한다. 펑정기아는 중국 윈난성 청장 라거슈테테(Chengjiang Lagerstäte)에서 발견되었으며 캄브리아기에 출현했다. 초기 절지동물로 여겨지며 데우테로포드류의 극초기 분류군 중 하나로 보기도 한다.

## 생김새 및 생태

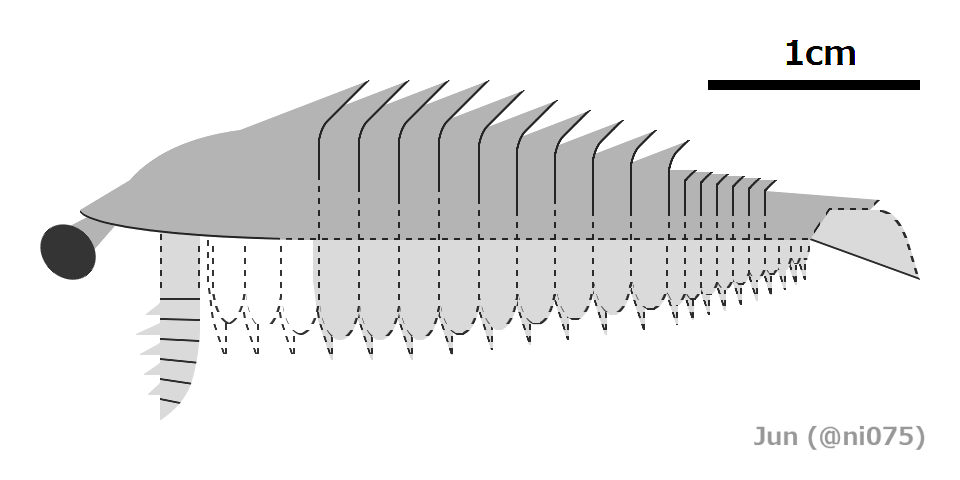
펑정기아의 구조도

다른 중지동물(Deuteropoda)의 초기 분류군과는 달리 펑정기아는 전방부속지(한국 한자: 前方附屬肢) 한 쌍이 위로 굽어 있으며 아랫면이 라디오돈트목의 전방부속지와 비슷하지만 차이점으로 가락마디(한국 한자: 肢節) 중 6마디의 윗부분에 내돌기(한국 한자: 內突起)가 달려있다.
머리에는 눈자루 한 쌍이 나 있으며 밑으로 뻗어있다. 몸통은 15마디이며, 그 중 9마디의 등판에 후상향으로 뻗은 길다란 가시가 있으며, 몸통 끝에는 넓적한 꼬리지느러미가 달린다. 몸통에는 이분지(한국 한자: 二分枝)가 있는데, 외지(한국 한자: 外枝)는 지느러미 모양이었던 것으로 보인다.
저서유영성이며 청소동물이거나 포식자였을 것이다. 킬린시아속(Kilinxia)과 근연이라는 가설이 제기되었다.

## 같이 보기
- 에라투스
- 킬린시아